# 戈多米奇
51°3′12″N 25°31′30″E / 51.05333°N 25.52500°E
戈多米奇（烏克蘭語：Годомичі）是位於烏克蘭西部沃倫州裏盧茨克區的村莊，始建於1648年，面積20.3平方公里，海拔高度171米，2001年人口877，人口密度每平方公里43.2人。